# Галенковські

Герб роду Галенковських

Галенковські — козацько-старшинський, згодом дворянський рід в Україні 18-19 ст. Засновник роду — Галенко Василь Харлампійович, значковий товариш Прилуцького полку (1712). Життя та діяльність його сина й онуків також пов'язані з цим полком.
- Галенко Федір Васильович — полковий писар (з 1715), полковий обозний (1741 —55);
- Галенко Андрій Федорович — полковий хорунжий (з 1771), писар полковий (1776 —81), бунчуковий товариш (1781 —1784), колезький асесор і надвірний радник (з 1784), поміщик с. Богодарівка Пирятинського повіту (знято з облікових даних; з 1925 р.  — належить до Драбівського району Черкаської області) і с. Рудовка Прилуцького повіту (нині с. Рудівка Прилуцького району Чернігівської області);
- Галенко Данило Федорович — бунчуковий товариш.

На початку 19 ст. рід Галенковських як дворянський внесено в губернські родовідні книги Російської імперії (8-ма ч.).
Із нащадків роду:
- Галенковський Яків Андрійович (1777 —1815) — військовий і державний діяч, письменник;
- Галенковський Осип Андрійович (р. н. невід. —1848) — військовий діяч, чиновник, поміщик с. Богодарівка;
- Галенковський Андрій Осипович (1815 — р. с. невід.) — державний діяч;
- Галенковський Аркадій Осипович (1817 — р. с. невід.) — військовий діяч, поміщик с. Горби Лубенського повіту (нині село Гребінківського району Полтавської області);
- Галенковський Євген Осипович (1816 —1892) — чиновник і державний діяч, мировий суддя Прилуцького повіту.